# Infinity (chanson de Guru Josh)
Pour les articles homonymes, voir Infinity.
Singles de Guru Josh
Whose Law (Is It Anyway)
(1990)
Infinity, aussi connu sous le titre de Infinity (1990's... Time for the Guru), est une chanson d'acid house enregistrée par le DJ britannique Guru Josh sorti en 1989 sur l'album de même nom.

La chanson a été rééditée en 2008 dans une version remixée nommé Infinity 2008 et a connu un succès renouvelé dans de nombreux pays. Infinity 2008 fut ensuite remixée en 2012 par DJ Antoine et Mad Mark sous le nom de Infinity 2012

## Infinity 1989
La chanson a d'abord été publiée en 1989 sur l'album du même nom. Le single a atteint le succès dans de nombreux pays européens, comme l'Allemagne, au Royaume-Uni et en Autriche en 1989, pour culminer à la 5e place des chartes du Royaume-Uni en mars 1990, et a figuré sur de nombreuses compilations de 1990 à nos jours.

### Listes des pistes
| 1. | Infinity (1990s... Time for the Guru) | 4:00 |
| 2. | Infinity (Spacey Saxophone Mix)       | 4:03 |

| 1. | Infinity (1990s... Time for the Guru 12" Mix) | 7:25 |
| 2. | Infinity (Spacey Saxophone Mix)               | 4:03 |
| 3. | Infinity (1990s... Time for the Guru 7" Mix)  | 4:00 |

### Classements et certifications
| Classement (1990)              | Meilleure position |
| ------------------------------ | ------------------ |
| Allemagne (Media Control AG)   | 2                  |
| Australie (ARIA)               | 4                  |
| Autriche (Ö3 Austria Top 40)   | 5                  |
| Espagne (PROMUSICAE)           | 41                 |
| États-Unis (Dance Club Songs)  | 21                 |
| Irlande (IRMA)                 | 8                  |
| Norvège (VG-lista)             | 5                  |
| Pays-Bas (Nederlandse Top 40)  | 3                  |
| Suisse (Schweizer Hitparade)   | 4                  |
| Royaume-Uni (UK Singles Chart) | 5                  |

| Classement (1990) | Position |
| ----------------- | -------- |
| Autriche (ARIA)   | 9        |
| Pays-Bas (Top 40) | 28       |
| Suisse (Top 100)  | 20       |

| Pays      | Certification | Année | Ventes  |
| --------- | ------------- | ----- | ------- |
| Allemagne | Or            | 1990  | 150 000 |

## Infinity 2008
Le groupe Guru Josh Project s'est formé en 2007. Il est composé de Guru Josh et de deux producteurs Darren Bailie et Anders Nyman alias "Snakebyte". C'est ainsi que le groupe réédite le morceau Infinity, et est devenu un succès en 2008 avec la version remixée par DJ Klaas, sous le titre Infinity 2008.
Cette version s'est classée directement en tête du Top 50 et du Club 40 en novembre 2008 en France. Le single atteindra également la première place en Belgique, Danemark et sur le Hot 100 Eurochart, et numéro deux dans le German Dance Chart. Il a culminé à la 3e place dans les chartes britanniques. La chanson a été écrite par Paul Walden et produite par Klaas Gerling et Jerome Isma-Ae. Il a été publié par EMI Music Publishing Ltd. En France, la chanson figure sur la compilation NRJ Music Awards 2009.

### Clip vidéo
Dans le clip figure la playmate allemande Janina Wissler (miss septembre 2005 de Playboy Allemagne) en lingerie frappant avec un marteau un poste de télévision. On peut y voir également Guru Josh mixant en live à la "Comeback Party" au Cocoon Club en mars 2008. Le clip a été vu sur YouTube plus de 70 millions de fois.

### Listes des pistes
| 1. | Infinity 2008 (Klaas Vocal Edit)     | 3:12 |
| 2. | Infinity 2008 (Klaas Remix)          | 6:29 |
| 3. | Infinity 2008 (Jerome Isma-ae Remix) | 7:33 |

| 1. | Infinity 2008 (Klaas Remix)              | 6:29 |
| 2. | Jerome Isma-ae Remix (Klaas Remix)       | 7:30 |
| 3. | Infinity 2008 (Steen Thottrup Chill Mix) | 6:02 |
| 4. | Infinity 2008 (Klaas Vocal Edit)         | 3:12 |

| 1. | Infinity 2008 (Klaas Remix)          | 6:29 |
| 2. | Infinity 2008 (Jerome Isma-ae Remix) | 7:31 |

| 1. | Infinity 2008 (Klaas Vocal Edit)         | 3:12 |
| 2. | Infinity 2008 (Commercial radio Edit)    | 4:25 |
| 3. | Infinity 2008 (Klaas Vocal Mix)          | 4:54 |
| 4. | Infinity 2008 (Klaas Remix)              | 6:29 |
| 5. | Infinity 2008 (Jerôme Isma-ae Remix)     | 7:32 |
| 6. | Infinity 2008 (Magic Mitch Club Mix)     | 5:54 |
| 7. | Infinity 2008 (Magic Mitch Club Mix)     | 5:54 |
| 8. | Infinity 2008 (Steen Thottrup Chill Mix) | 6:00 |

### Classements et certifications
| Classement (2008-2009)                  | Meilleure position |
| --------------------------------------- | ------------------ |
| Allemagne (Media Control AG)            | 4                  |
| Autriche (Ö3 Austria Top 40)            | 3                  |
| Belgique (Flandre Ultratop 50 Singles)  | 1                  |
| Belgique (Wallonie Ultratop 50 Singles) | 2                  |
| Canada (Hot 100)                        | 35                 |
| Danemark (Tracklisten)                  | 1                  |
| Europe (Hot 100)                        | 1                  |
| Espagne (PROMUSICAE)                    | 2                  |
| États-Unis (Hot Latin Songs)            | 42                 |
| États-Unis (Hot Dance Airplay)          | 1                  |
| Finlande (Suomen virallinen lista)      | 6                  |
| France (SNEP)                           | 1                  |
| France (Club 40)                        | 1                  |
| Hongrie (Dance Top 40)                  | 1                  |
| Irlande (IRMA)                          | 10                 |
| Italie (FIMI)                           | 20                 |
| Norvège (VG-lista)                      | 3                  |
| Pays-Bas (Nederlandse Top 40)           | 2                  |
| Royaume-Uni (UK Singles Chart)          | 3                  |
| Suède (Sverigetopplistan)               | 8                  |
| Suisse (Schweizer Hitparade)            | 2                  |
| Classement (2010)                       | Meilleure position |
| Nouvelle-Zélande (RMNZ)                 | 13                 |
| France (SNEP)                           | 97                 |

| Classement (2008)   | Position |
| ------------------- | -------- |
| Allemagne           | 17       |
| Autriche            | 28       |
| Belgique (Flandre)  | 11       |
| Belgique (Wallonie) | 37       |
| Danemark            | 14       |
| Europe              | 21       |
| France              | 18       |
| Suède               | 37       |
| Suisse              | 30       |
| Classement (2009)   | Position |
| Allemagne           | 30       |
| Belgique (Flandre)  | 41       |
| Belgique (Wallonie) | 44       |
| Europe              | 5        |
| Espagne             | 2        |
| France              | 34       |
| Hongrie             | 172      |
| Italie              | 54       |
| Suisse              | 8        |
| Royaume-Uni         | 130      |

#### Certifications
| Pays      | Certification | Année | Ventes  |
| --------- | ------------- | ----- | ------- |
| Allemagne | Or            | 2008  | 150 000 |
| Belgique  | Or            | 2008  | 15 000  |
| Espagne   | 3 × Platine   | 2009  | 120 000 |
| Suède     | Or            | 2009  | 10 000  |

## Infinity 2012
Singles de Guru Josh
Love of Life
(2011)
Infinity 2012 est un remix fait par DJ Antoine et Mad Mark d' Infinity 2008.

### Classement
| Classement (2012)            | Meilleure position |
| ---------------------------- | ------------------ |
| Allemagne (Media Control AG) | 14                 |
| Autriche (Ö3 Austria Top 40) | 10                 |
| Suisse (Schweizer Hitparade) | 16                 |